# Преступность в Беларуси

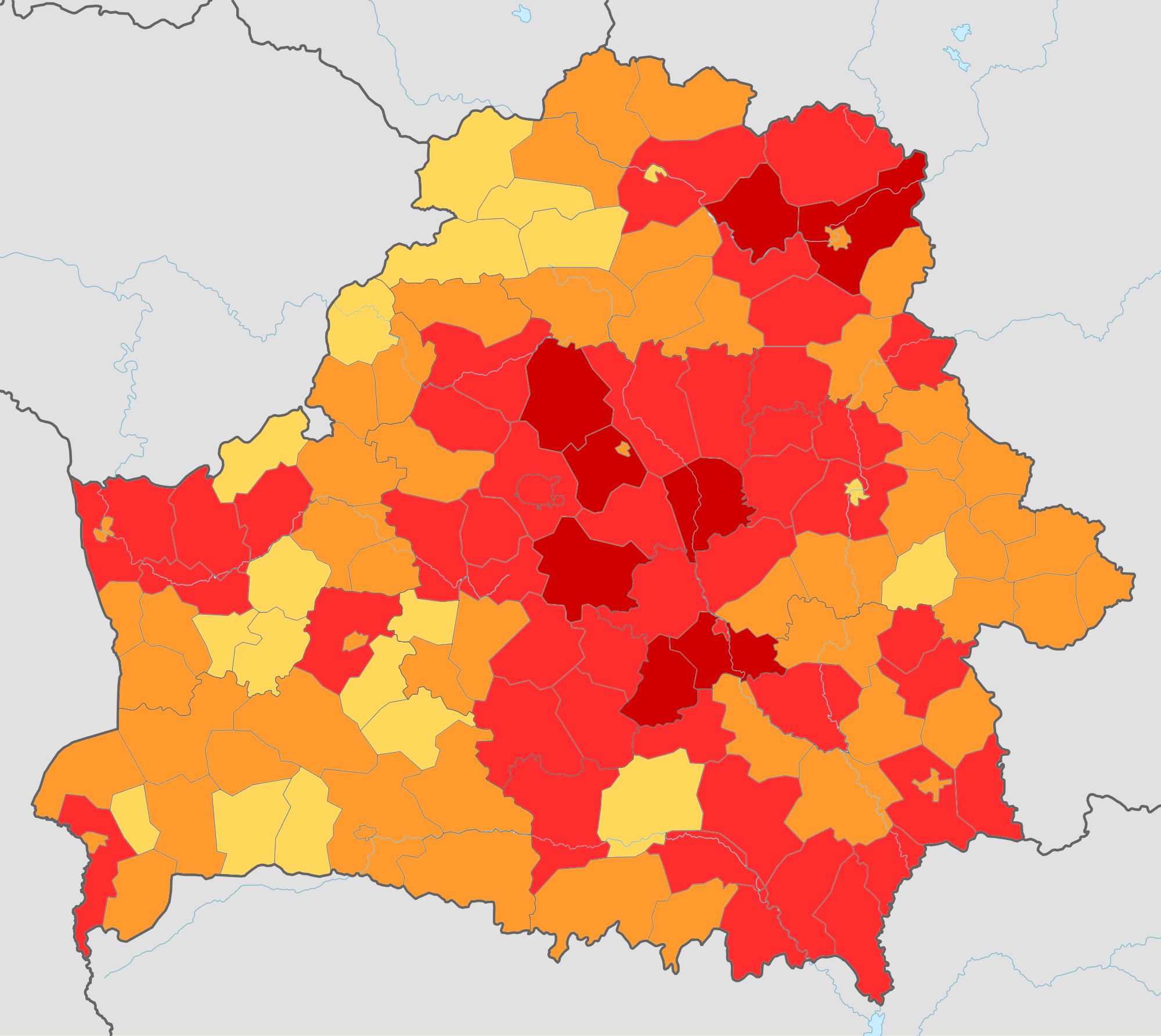
Уровень преступности по районам Республики Беларусь (преступлений на 100 000 человек; 2014 год).
>1500
1000—1499
750—999
<750

Преступность в Республике Беларусь складывается из правонарушений, совершённых на территории республики.
В рейтинге Numbeo (январь 2021 года) Республика Беларусь заняла первое место в Европе по уровню преступности и последнее — по уровню безопасности. В мировом рейтинге республика заняла 22-е место из 135, уступив Доминиканской Республике, Зимбабве, Гватемале, Сомали и большинству стран мира; в 2020 году страна занимала 114-е место по уровню преступности в мире и была в числе европейских лидеров по уровню безопасности.

## Общая статистика
Всего преступлений: 86 326

Краж: 32 718

Хулиганств: 4146

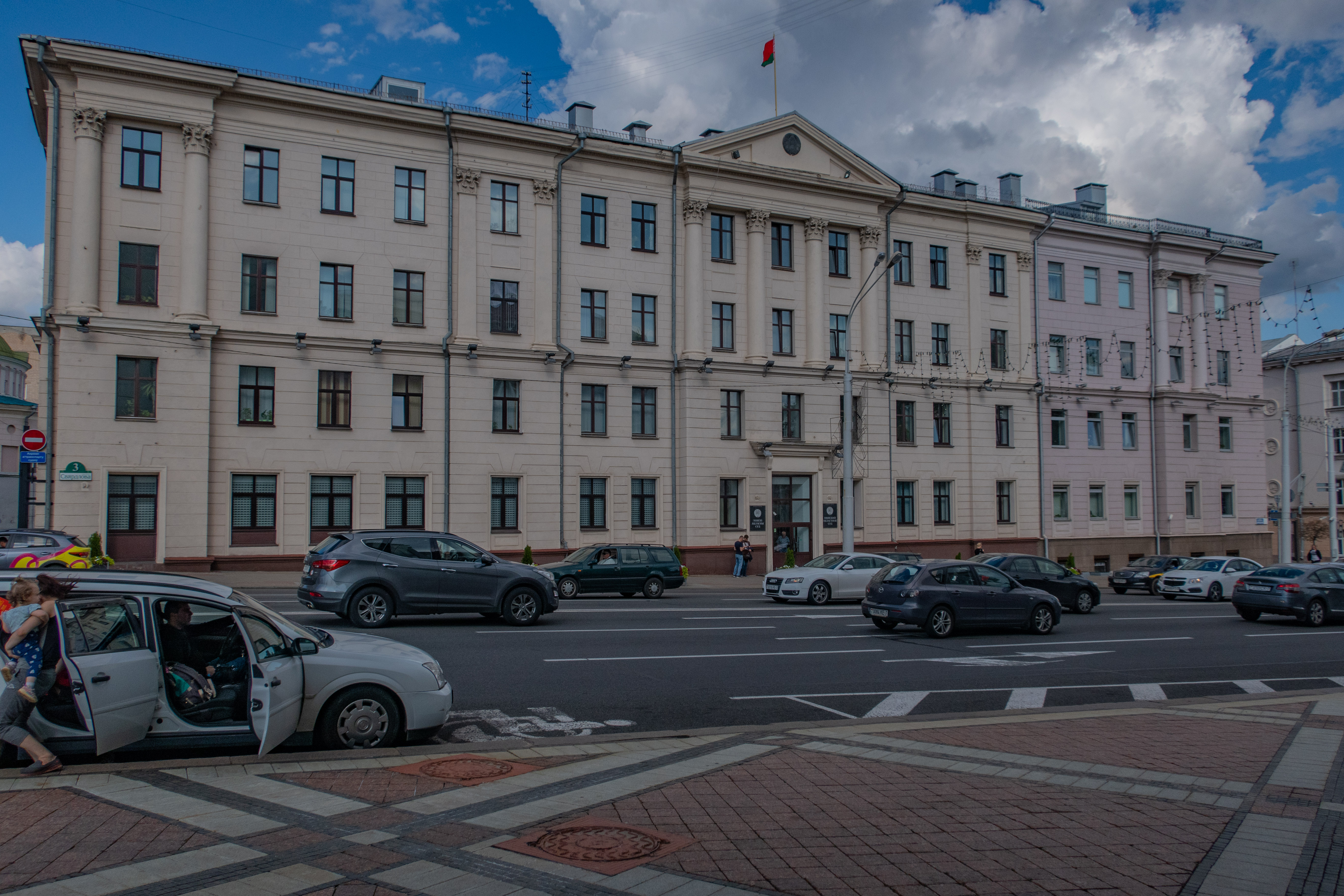
Минский областной суд.

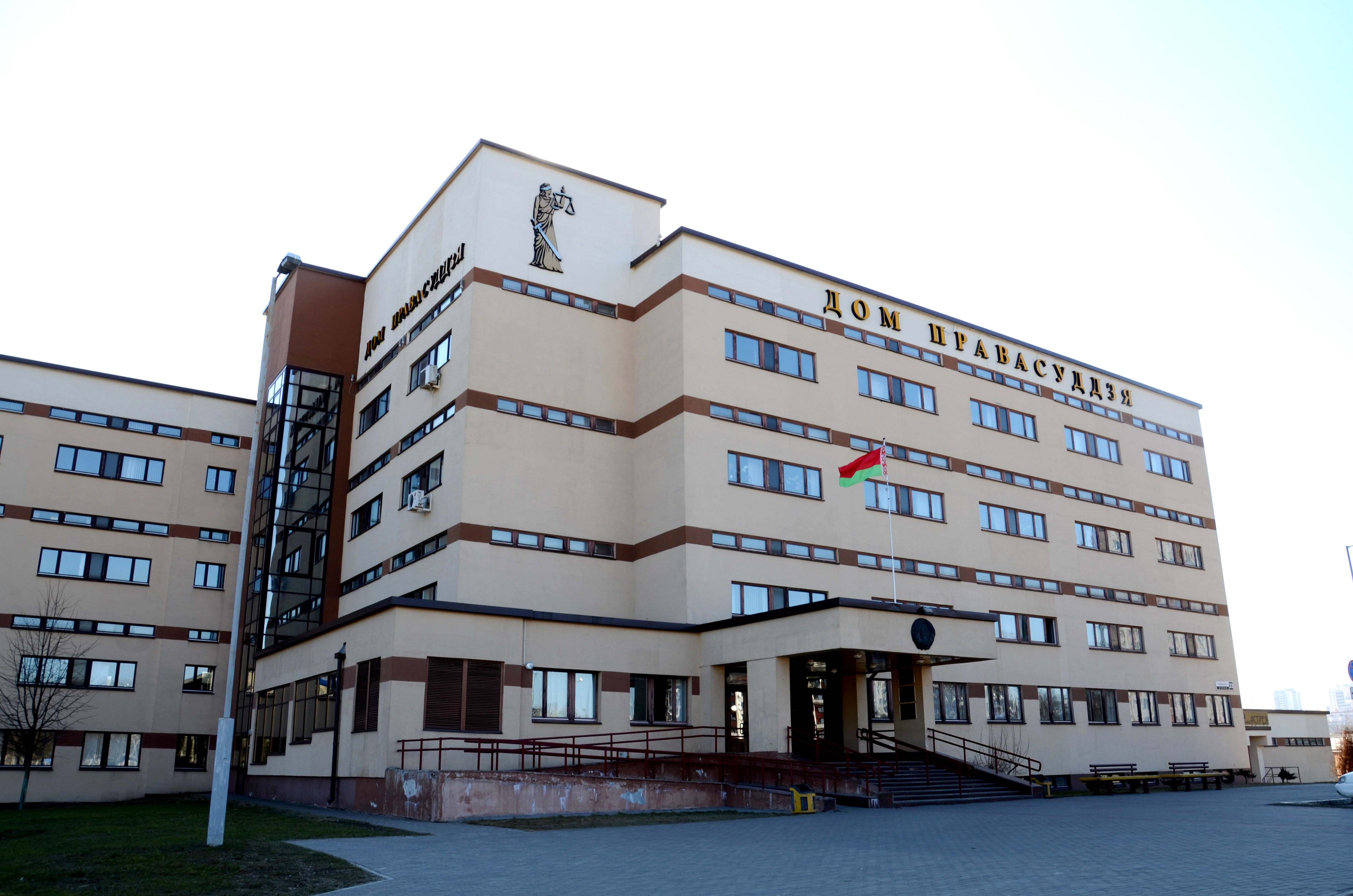
Дом правосудия в Минске.

Убийств и покушений на убийство: 348

## Убийства
В соответствии со статьёй 139 Уголовного кодекса Республики Беларусь, убийство (умышленное противоправное лишение жизни другого человека) наказывается лишением свободы от шести до пятнадцати лет лишения свободы, а при наличии одного или нескольких из 16-и отягчающих обстоятельств — от восьми до двадцати пяти лет лишения свободы, пожизненным заключением или смертной казнью. Кроме того, статьи 140—143 УК РБ регламентируют особые случаи.
В 2014 году в Республике Беларусь было зарегистрировано 438 убийств и покушений на убийство, было убито 340 человек (в том числе 151 женщина и 9 несовершеннолетних). Кроме того, 97 человек погибли в результате умышленного причинения тяжкого телесного повреждения. Выявлено 486 лиц, совершивших убийства и покушения на убийство. 9 из них — несовершеннолетние (8 мужчин, 1 женщина), 153 человека в возрасте 18-29 лет (132 мужчины, 21 женщина), 324 старше 30 лет (273 мужчины, 51 женщина); 160 выявленных (33 %) — преступники-рецидивисты. 394 убийства и покушения на убийство (90 %) были совершены лицами в состоянии алкогольного опьянения.
В 2017 году было зарегистрировано 448 убийств и покушения на жизнь (0,5 % от общего количества совершенных преступлений). Всего количество преступлений составила 86 326, а их раскрываемость 47,7 %, что на 30,1 % меньше, чем в 2007 году.
| Число убийств и покушений на убийство в 2010—2018 годах:                                        | Число убитых в 2010—2014 годах:                                                                 |
| Графики недоступны из-за технических проблем. См. информацию на Фабрикаторе и на mediawiki.org. | Графики недоступны из-за технических проблем. См. информацию на Фабрикаторе и на mediawiki.org. |

Все 438 зарегистрированных убийств и покушений на убийство в 2014 году были приняты к рассмотрению Следственным комитетом Республики Беларусь, органы прокуратуры этими преступлениями не занимались. В 2014 году в Белоруссии вступило в законную силу 464 приговора по делам об убийствах и покушениях на убийство. Из 458 лиц, приговорённых к лишению свободы за убийство или покушение на убийство, к 2-3 годам лишения свободы был приговорён 1 человек, к 5-8 годам — 140 человек, к 8-10 годам — 89 человек, к 10-15 годам — 125 человек, к 15-25 годам — 96 человек, к пожизненному заключению — 7 человек. Официальная статистика исполнения смертных приговоров не публикуется.
По состоянию на 31 декабря 2014 года 3932 человека содержались за убийство в исправительных колониях для взрослых, 258 человек — в тюрьмах, 12 человек — в воспитательных колониях для несовершеннолетних (всего — 4202 человека).
Число убийств в пересчёте на 100 тысяч человек в Республике Беларусь (3,4 в 2012 году) ниже, чем в большинстве соседних стран (кроме Польши), но в 3-5 раза выше, чем в большинстве стран Западной Европы: